# Thomas Linke
Thomas Linke (Sömmerda, 26 december 1969) is een voormalig Duits verdediger die vooral bekendstaat vanwege zijn harde tackles en goede kopballen.

## Carrière
Linke begon zijn carrière bij Rot-Weiß Erfurt waar hij vier jaar speelde. Daarna kwam hij zes jaar uit voor Schalke 04. Daarna maakte hij zijn overstap naar Bayern München. Bij Bayern is hij ook bekend geworden. Na zeven jaar bij Bayern te hebben gespeeld maakte hij de overstap naar Red Bull Salzburg. Daar speelde hij nog twee jaar voordat hij vertrok naar de tweede ploeg van Bayern München.
Linke zat in de selectie bij Euro 2000 en het WK 2002.

## Erelijst
Met Schalke 04:
- UEFA Cup: 1997

Met Bayern München:
- Bundesliga: 1999, 2000, 2001, 2003, 2005
- DFB-Pokal: 2000, 2003, 2005
- DFB-Ligapokal: 1998, 1999, 2000, 2004
- Champions League: 2001
- Wereldbeker: 2001

Met Red Bull Salzburg
- Bundesliga: 2007